# Eleccions regionals de Trentino-Tirol del Sud de 1956
Les eleccions regionals de Trentino-Tirol del Sud de 1956 per a escollir el primer Consell Regional del Trentino-Tirol del Sud se celebraren l'11 de novembre de 1956. La participació fou del 89,3%.

## Resultats

### Total regional
| Partits                         | vots    | %      | Escons |
| ------------------------------- | ------- | ------ | ------ |
| Democràcia Cristiana Italiana   | 176.642 | 42,78  | 21     |
| Südtiroler Volkspartei          | 124.165 | 30,07  | 15     |
| Partit Socialista Italià – PSDI | 54.308  | 13,15  | 6      |
| Moviment Social Italià          | 16.136  | 3,91   | 2      |
| Partit Comunista Italià         | 12.989  | 3,15   | 2      |
| Partit Popular Trentino Tirolès | 9.541   | 2,31   | 1      |
| Partit Liberal Italià           | 8.911   | 2,16   | 1      |
| Aliança d'Independentistes      | 2.668   | 0,65   | -      |
| Partit Nacional Monàrquic       | 2.624   | 0,64   | -      |
| Unió Italiana                   | 2.273   | 0,55   | -      |
| Unió Popular Tirolès            | 1.416   | 0,34   | -      |
| Poble Europeu                   | 1.186   | 0,29   | -      |
| Total                           | 412.859 | 100,00 | 48     |

Font: Regió Trentino-Alto Adige

### Província deTrento
| Partits                         | vots    | %      | Escons |
| ------------------------------- | ------- | ------ | ------ |
| Democràcia Cristiana Italiana   | 148.966 | 67,69  | 18     |
| Partit Socialista Italià – PSDI | 35.708  | 16,23  | 4      |
| Partit Popular Trentino Tirolès | 9.541   | 4,34   | 1      |
| Partit Comunista Italià         | 8.786   | 3,99   | 1      |
| Partit Liberal Italià           | 7.242   | 3,29   | 1      |
| Moviment Social Italià          | 4.529   | 2,06   | 1      |
| altres                          | 5.292   | 2,40   | -      |
| Total                           | 220.064 | 100,00 | 26     |

Font: Regió Trentino-Alto Adige

### Província de Bolzano
| Partits                             | vots    | %      | Escons |
| ----------------------------------- | ------- | ------ | ------ |
| Südtiroler Volkspartei              | 124.165 | 64,40  | 15     |
| Democràcia Cristiana Italiana       | 27.676  | 14,35  | 3      |
| Moviment Social Italià              | 11.607  | 6,02   | 1      |
| Partit Socialista Italià            | 10.826  | 5,62   | 1      |
| Partit Socialista Democràtic Italià | 7.774   | 4,03   | 1      |
| Partit Comunista Italià             | 4.203   | 2,18   | 1      |
| altres                              | 6.544   | 3,39   | -      |
| Total                               | 192.795 | 100,00 | 22     |

Font: Regió Trentino-Alto Adige